# Jopie Selbach
Jopie Selbach (n. 27 iulie 1918, Haarlem, Țările de Jos – d. 30 aprilie 1998, Zoetermeer, Olanda de Sud, Țările de Jos) a fost o înotătoare ce a reprezentat Regatul Țărilor de Jos, medaliată olimpică. A participat la o ediție a Jocurilor Olimpice (1936) în care a câștigat o medalie de aur.

## Participări
Lista de mai jos prezintă principalele competiții la care a participat Jopie Selbach de-a lungul carierei.
- Olympische Sommerspiele 1936/Schwimmen – 4 × 100 m Freistil (Frauen)[*]